# Scary Stories to Tell in the Dark
Scary Stories to Tell in the Dark er en amerikansk horrorfilm fra 2019 instrueret af André Øvredal, der er baseret på børnebogserien med samme navn af Alvin Schwartz.

## Medvirkende
- Zoe Margaret Colletti som Stella Nicholls
- Michael Garza som Ramón Morales
- Gabriel Rush som Auggie Hilderbrandt
- Dean Norris som Roy Nicholls
- Gil Bellows som Turner
- Lorraine Toussaint som Lou Lou